# 陈年糟蛋
糟蛋是将鸭蛋置于米糟酒浸泡至蛋壳溶尽，蛋膜完好而成，据说三年以上的陈蛋风味尤佳。吃法是先把糟蛋置于碟中，加适量白糖，再滴白酒少许， 用筷略微搅动，待蛋、糖、酒融为一体后，即可徐徐拈食下酒，别有风味。因制法源于叙州府（即今之宜宾），故又称叙府糟蛋，一直为四川名产。